# Hulpenning
Hulpenning var en type små sølvmønter på omkring 1,5 cm i diameter, der var udbredt i middelalderens Danmark ca. 1330-1370, og som i perioder i 1400-tallet og i begyndelsen af 1500-tallet var den laveste møntenhed. De blev især slået i Nordtyskland, men også Erik af Pommern slog hulpenning fra ca. 1400-1420'erne. De var normalt kun præget på den ene side.
Det største fund, der er gjort af hulpenning i Danmark er kirialskatten med 78.721 mønter, der blev fundet i 1967 i Kirial på Djursland.